# Ликовна галерија „Студенац”
Ликовна галерија „Студенац” у Кучеву је приватна галерија уметничких радова свестраног ликовног уметника Петра Анђелковића. Галерија се налази у пријатном амбијенту његове породичне куће у главној градској улици.
Петар у њој, од 1985. године у оквиру манифестације Хомољски мотиви, одржава самосталне изложбе.